# Bergholz-Rehbrücke
Bergholz-Rehbrücke [ʁeːˈbʁʏkə] ist ein Ortsteil der Gemeinde Nuthetal im brandenburgischen Landkreis Potsdam-Mittelmark. Die Grenze zum Süden Potsdams markiert der Bahnhof Potsdam-Rehbrücke. Mit 6352 Einwohnern ist Bergholz-Rehbrücke mit Abstand der größte der insgesamt sechs Ortsteile von Nuthetal und beherbergt auch die Gemeindeverwaltung.

## Geschichte
Die Drewitzer Schenkungsurkunde des Markgrafen Johann I. von 1228 gilt als erster schriftlicher Hinweis auf eine Besiedlung der Bergholzer Umgebung („… am Flusse Nuthe nahe bei der neuen Burg …“).
Der heutige Doppelort Bergholz-Rehbrücke entstand aus dem Bauerndorf Bergholz – erstmals 1375 erwähnt – und der später in der Gemarkung entstandenen Wohnsiedlung Rehbrücke, die auf Talsandflächen liegen.
1427 verpfändete der Markgraf von Brandenburg das Dorf Bergholz an Otto von Schlieben. Vertreter des Zaucheadels waren bis 1662 die Besitzer des Dorfes, das „der Große Kurfürst“ dann aber wieder auslöste. Der Ort wurde daraufhin wieder kurfürstliches Amtsdorf.
Später wurde die Gegend wichtig, da das Potsdamer Interesse an den Torfvorkommen, unter anderem im Springbruch, geweckt wurde. Von 1772 bis 1782 fand die erste Nutheregulierung statt. Im Zuge dessen wurde der Rehgraben verbreitert, sodass man ab 1795 mit dem Torfstich im Springbruch begann. Der Ort Rehbrücke ist bereits auf einer Karte von 1841 verzeichnet, damals bestand er nur aus einem einzigen Gehöft an der Stelle, an der die Hauptstraße – damals wie heute – dem Rehgraben überquert.
Ende des 19. Jahrhunderts wurde der Ort durch die Stadtflucht von Berlinern oder Potsdamern geprägt, die Landhäuser in der Umgebung erwarben. Dadurch wurde Rehbrücke allmählich zu einem großen Wohngebiet. Gefördert wurde diese Entwicklung durch die Eröffnung des Bahnhofs Rehbrücke 1897 an der 1879 erbauten Bahnstrecke Berlin–Blankenheim.
Die Gemeinde Bergholz (bei Potsdam), gelegen im Kreis Zauch-Belzig, wurde am 16. Juli 1934 in Bergholz-Rehbrücke umbenannt. Am 1. April 1939 wurde die Gemeinde nach Potsdam eingemeindet, so dass seitdem der Name Potsdam-Rehbrücke üblich wurde. Er blieb auch nach Ausgliederung aus Potsdam am 25. Juli 1952 im Zuge der Kreisreformen in der DDR und der Zuordnung zum Kreis Potsdam-Land für einige Institutionen in Gebrauch.

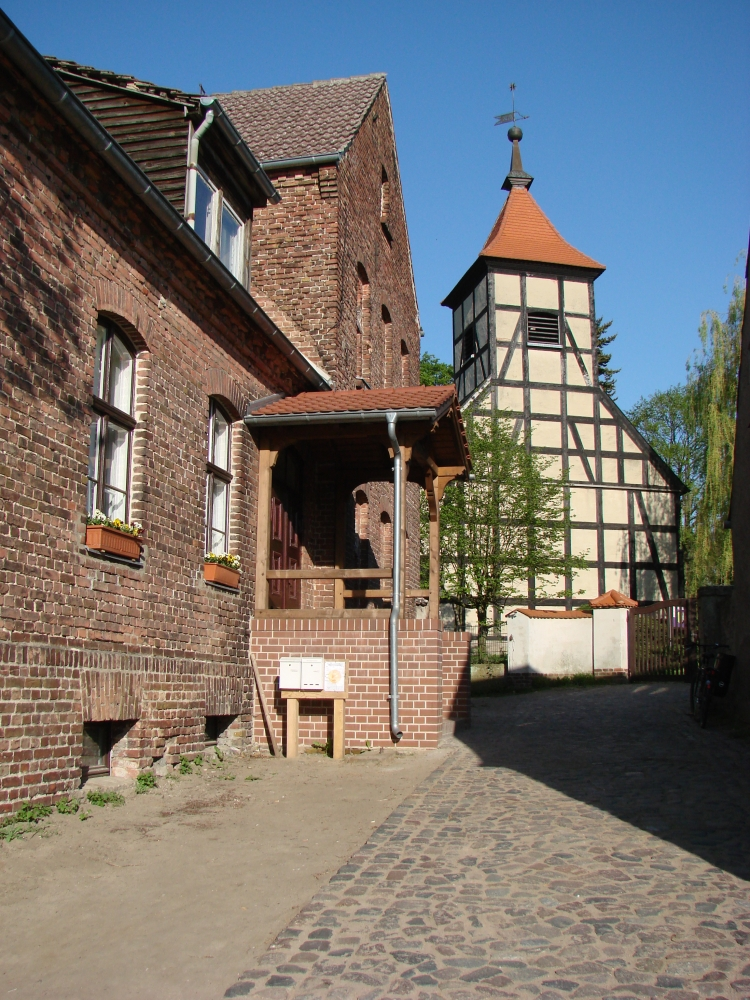
Alte Schule mit Kirche im Hintergrund, Ortsteil Bergholz

Von 1992 bis 2003 gehörte die Gemeinde Bergholz-Rehbrücke zum Amt Rehbrücke. Am 26. Oktober 2003 wurde Bergholz-Rehbrücke in die neue Gemeinde Nuthetal (Landkreis Potsdam-Mittelmark) eingegliedert.

### Sehenswürdigkeiten

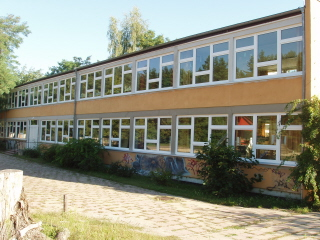
Otto-Nagel-Schule von 1969

- Die Dorfkirche Bergholz-Rehbrücke, erbaut 1716 bis 1720, bildet zusammen mit der 1894 erbauten Alten Schule und dem ehemaligen Gasthof ein denkmalgeschütztes Ensemble.
- Weitere Baudenkmale sind Villen aus der Zeit der Entstehung von Rehbrücke, Bauernhäuser im alten Ortskern von Bergholz ebenso wie die 1969 fertiggestellte neue Schule.
- Oldtimer-Museum Herbert Schmidt. Herbert Schmidt sammelte ab den 1950er Jahren Motorräder, Autos und Motoren. 1977 eröffnete er sein Museum. Er stellte rund 100 Fahrzeuge, überwiegend Motorräder, und 130 Motoren aus.[6][7] Er starb Ende 2021.

## Infrastruktur

### Bildung
In Bergholz-Rehbrücke gibt es einen kommunalen und einen kirchlichen Kindergarten sowie die Otto-Nagel-Grundschule, benannt nach dem Maler Otto Nagel.

### Ernährungswissenschaft

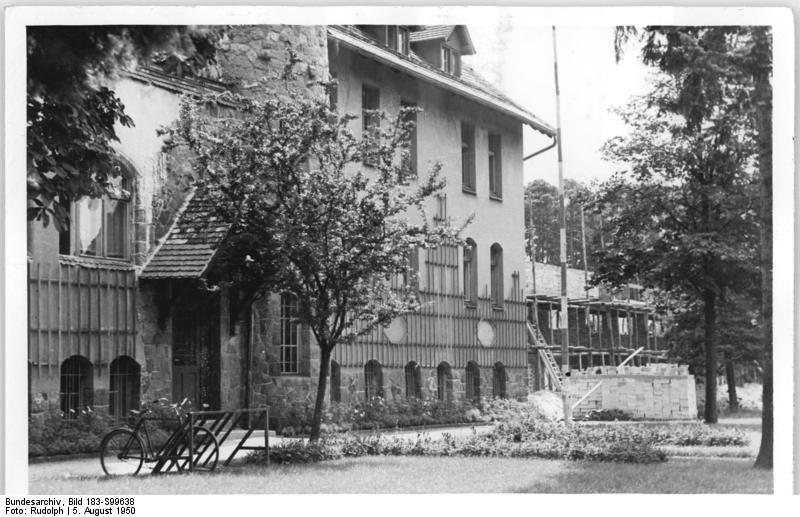
Institut für Ernährung und Verpflegungswissenschaft, 1950

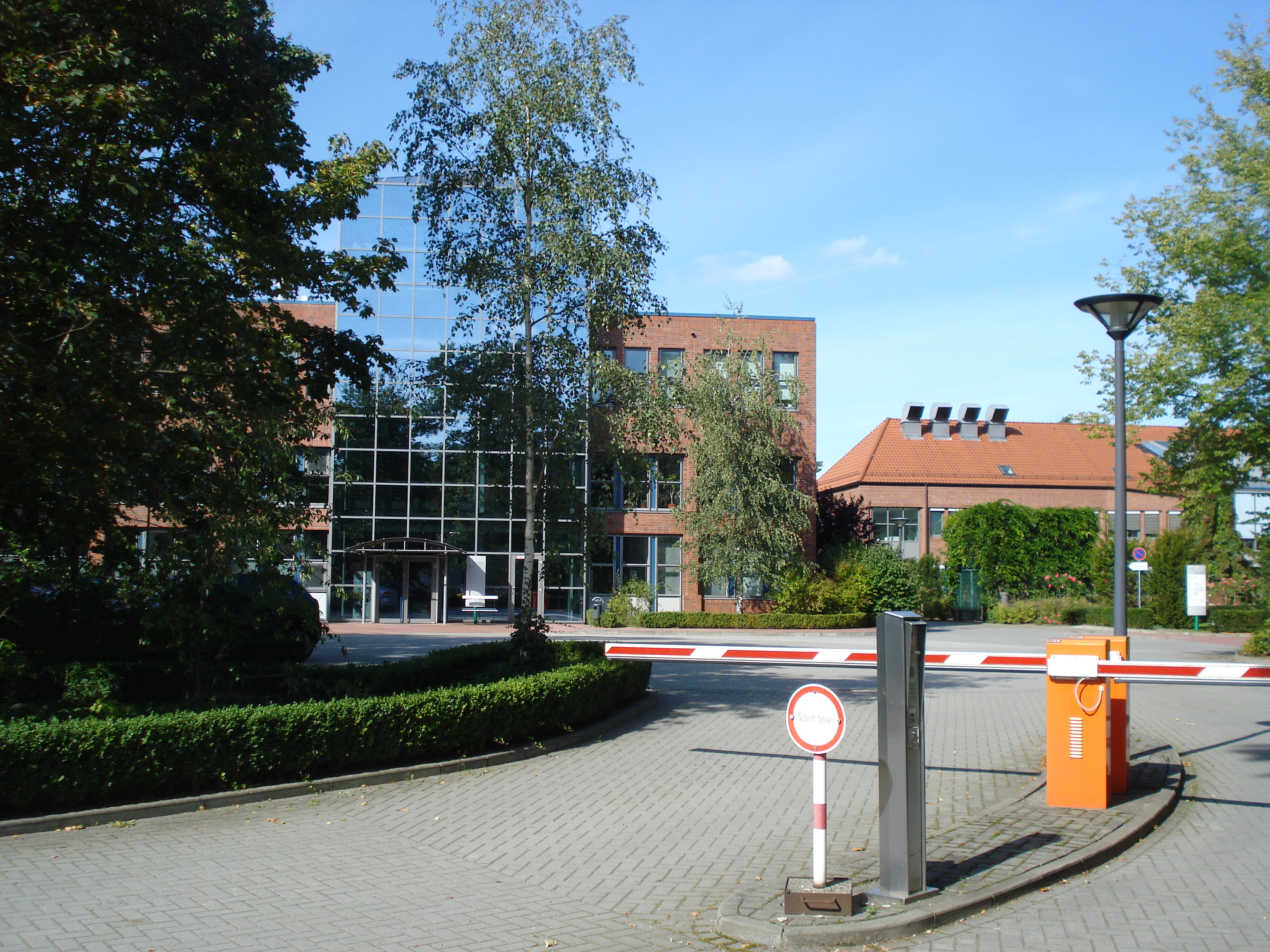
Deutsches Institut für Ernährungsforschung, Gelände V, 2009

Zur Mitte des 20. Jahrhunderts wurde der Grundstock für die Entstehung eines Zentrums der Ernährungswissenschaft gelegt. Bereits 1946 wurde in einem ehemaligen Blindenheim im damaligen Potsdam-Rehbrücke, Straße der Freiheit, das Institut für Ernährung und Verpflegungswissenschaft gegründet. 1949 kam die Anstalt für Vitaminforschung und -prüfung hinzu, die von Leipzig nach Rehbrücke verlagert wurde. Ab 1969 Zentralinstitut für Ernährung genannt, heißt die Forschungseinrichtung seit 1992 Deutsche Institut für Ernährungsforschung. Unabhängig davon folgte 1963 der Neubau des Institutes für Getreideverarbeitung, das unter diesem Namen als Unternehmen bis heute besteht.

### Verkehr

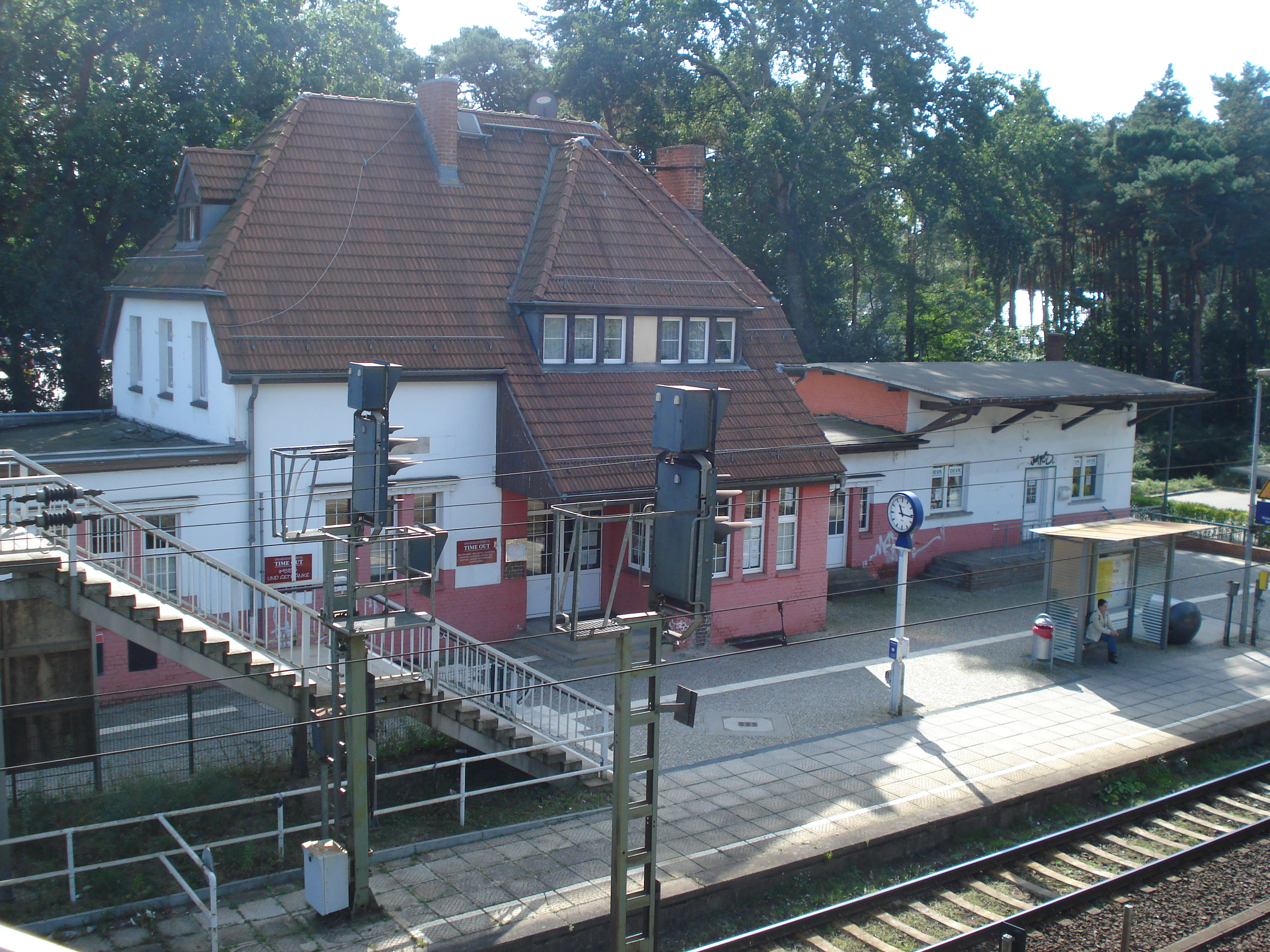
Bahnhof Potsdam-Rehbrücke, unmittelbar an der Grenze zu Potsdam-Waldstadt

Der Bahnhof Potsdam-Rehbrücke an der Bahnstrecke Berlin–Dessau befindet sich in Rehbrücke, auch wenn er nach der benachbarten Landeshauptstadt benannt ist. Er liegt im Tarifgebiet Potsdam B bzw. Berlin C.
Hier halten die Züge der Regional-Express-Linie RE 7 Dessau Hbf–Bad Belzig–Berliner Stadtbahn–Königs Wusterhausen–Senftenberg und der Regionalbahnlinie RB 37 Beelitz Stadt–Michendorf–Berlin-Wannsee.
Der Bahnhof Bergholz (b Potsdam), ein 1957 als Turmbahnhof angelegter Umsteigebahnhof am Berliner Außenring, wurde 1998 geschlossen.
Die Straßenbahn-Linien 91, 93 und 98 beginnen auf der anderen Seite des Bahnhofs, auf Potsdamer Stadtgebiet, und verkehren in die Potsdamer Innenstadt. Die Feinerschließung des Ortsteils wird durch die Regionalbuslinie 611 der kreiseigenen Regiobus Potsdam-Mittelmark sowie die Stadtbuslinien 699 bzw. N14 des Potsdamer Verkehrsbetriebes sichergestellt.
Die von Potsdam nach Saarmund verlaufende Landesstraße L 78 schließt den Ort über den Autobahnanschluss Saarmund an der A 115 an den Berliner Ring an. Die im Wohnplatz Rehbrücke an der L 78 beginnende L 79 verläuft über die Anschlussstelle Potsdam-Drewitz, auch an der A 115, und Ahrensdorf nach Ludwigsfelde.

## Persönlichkeiten

### Persönlichkeiten, die in Bergholz-Rehbrücke gewirkt haben
- Rolf Bathe (1898–1944), Schriftsteller, Rundfunksprecher und Hörspielautor zur Zeit des Nationalsozialismus, lebte in Bergholz-Rehbrücke
- Katharina Bickerich-Stoll (1915–2015), Pilzsachverständige und Autorin vieler Pilzbestimmungsbücher, lebte von 1948 bis zu ihrem Tod 2015 in Bergholz-Rehbrücke
- Kurt Breysig (1866–1940), Historiker, Philosoph, wohnte von 1914 bis zu seinem Tod in Bergholz-Rehbrücke
- Dietrich Ebener (1920–2011), Altphilologe, Übersetzer, wissenschaftlicher Schriftsteller, lebte von 1950 bis zu seinem Tod in Bergholz-Rehbrücke, Alice-Bloch-Straße 3, und ist auf dem Bergholzer Friedhof begraben
- Karl Holtz (1899–1978), Grafiker, Karikaturist, Zeichner, lebte ab 1932 in Rehbrücke und starb auch dort
- Magda Langenstraß-Uhlig (1888–1965), deutsche Malerin, lebte von 1927 bis 1952 in der Gemeinde
- Jón Leifs (1899–1968), isländischer Komponist und Dirigent, lebte in den 1930er Jahren und bis 1944 in Bergholz-Rehbrücke
- Detlev Lexow (1930–2006), Autor und Ortschronist seit 1957
- Louis Meyer (1877–1955), Gartenbauingenieur, Gartengestalter, z. B. Gartenanlagen Beelitz-Heilstätten und Berliner Südwestfriedhof in Stahnsdorf, starb in Bergholz-Rehbrücke
- Otto Nagel (1894–1967), Maler, Gründungsmitglied und Präsident der Deutschen Akademie der Künste, lebte und arbeitete vom Ende des Zweiten Weltkriegs bis 1952 in Bergholz-Rehbrücke
- Oskar Picht (1871–1945), Erfinder einer Blindenschreibmaschine, lebte nach seiner Pensionierung in Bergholz-Rehbrücke und ist auch dort begraben
- Gerhard Rosenfeld (1931–2003), Komponist, lebte ab 1964 in Bergholz-Rehbrücke
- Arthur Scheunert (1879–1957), Wissenschaftler, Veterinär, Begründer der Vitaminforschung in Deutschland, arbeitet ab 1947 im Institut für Ernährung und Verpflegungswissenschaft und war dessen Präsident ab 1951
- Lotte Werkmeister (1885–1970), deutsche Kabarettistin und Filmschauspielerin, lebte ab 1938 im Ort und starb auch dort, Ehrenbürgerin der Gemeinde